# 馬西米利亞諾·布切拉托
馬西米利亞諾·布切拉托（義大利語：Massimiliano Busellato；1993年4月23日—）是一位意大利足球運動員。在場上的位置是中場。他現在效力於意大利足球乙級聯賽球隊奇塔代拉足球俱樂部。